# Гаммарстранд
Гаммарстранд (швед. Hammarstrand) — містечко (tätort, міське поселення) у центральній Швеції в лені  Ємтланд. Адміністративний центр комуни  Рагунда.

## Географія
Містечко знаходиться у східній частині лена  Ємтланд за 400 км на північ від Стокгольма.

## Історія
Частина території сучасного Хаммарстранда розташована на землі, яка раніше була дном озера Рагундашен. У зв'язку з дренажем, що відбувся біля озера в ніч між 6 і 7 червня 1796 р., вода зійшла і звільнилися великі ділянки озерного дна.

## Населення
Населення становить 1 171 мешканців (2018). 

## Економіка
На річці Гаммарфорсен споруджено гідроелектростанцію. Перший блок, розташований у південній частині містечка, був введений в експлуатацію в 1928 році.

## Спорт
У місті побудовано трасу для змагань із бобслея та санного спорту. Траса споруджена на сухому руслі колишнього озера Рагундашен, яке раптово осушилося в 1796 році.

## Галерея

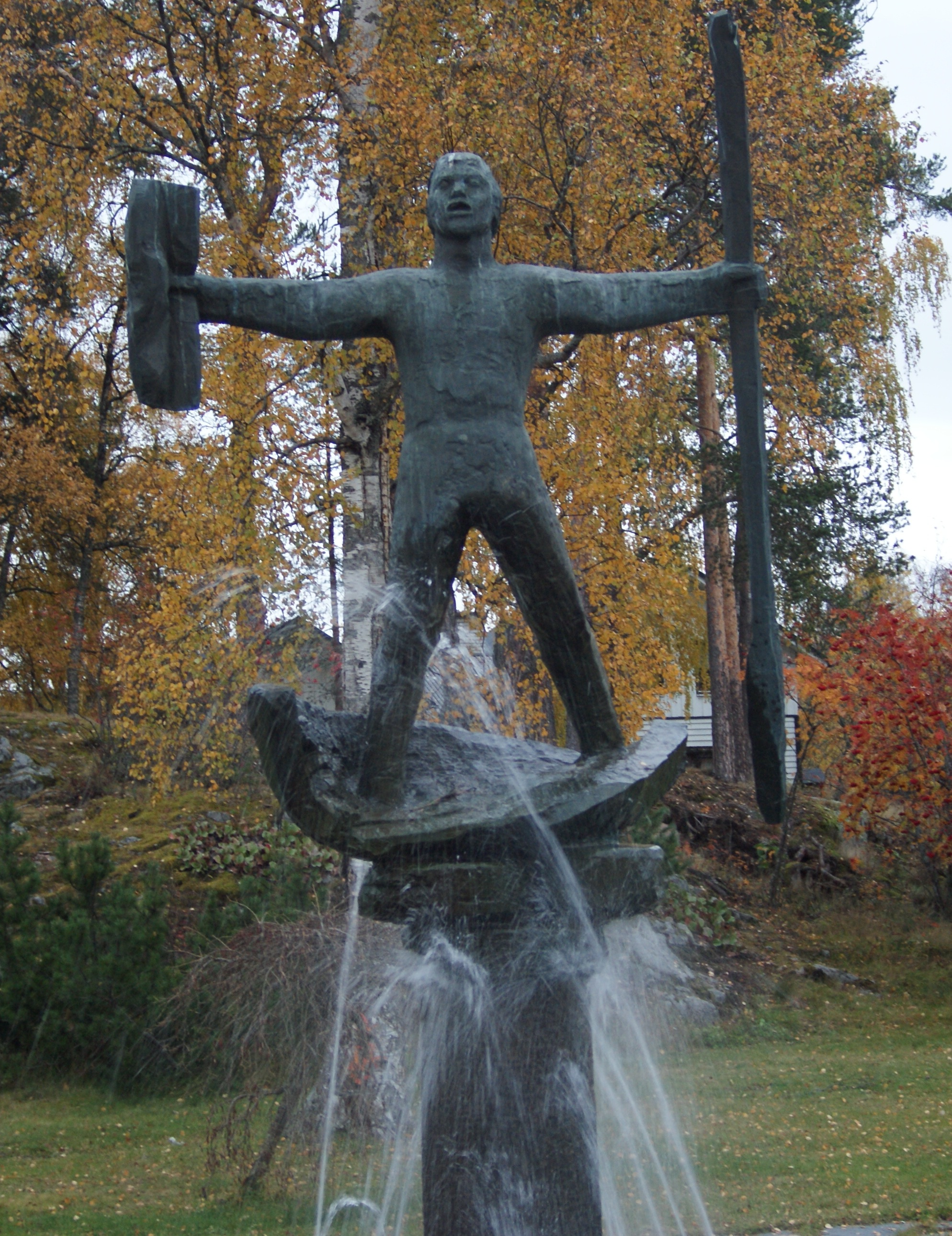
Фонтан
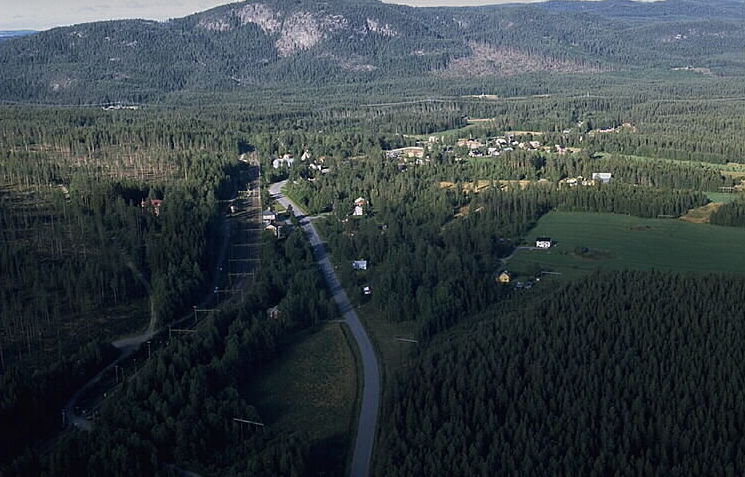
Залізниця
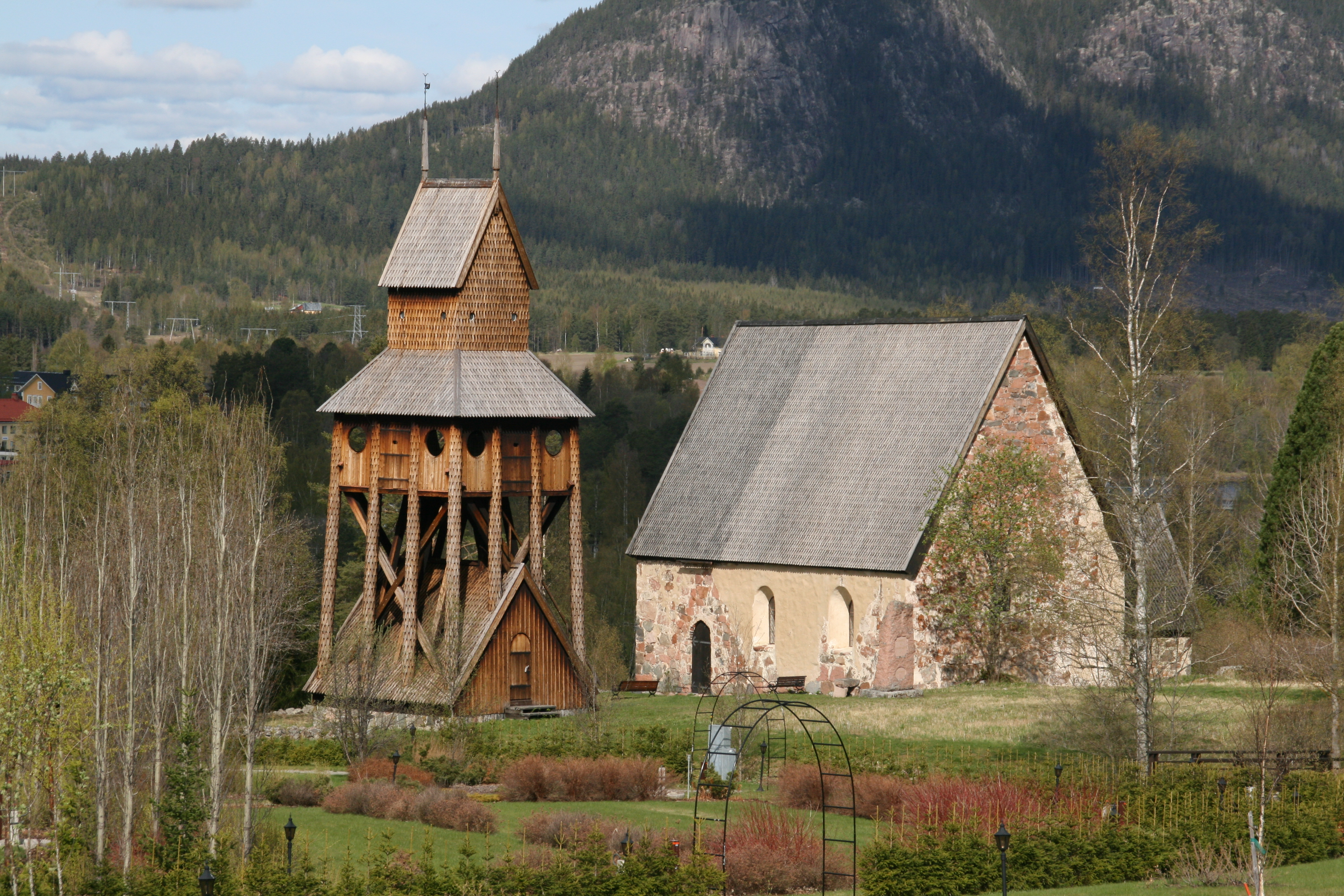
Стара церква
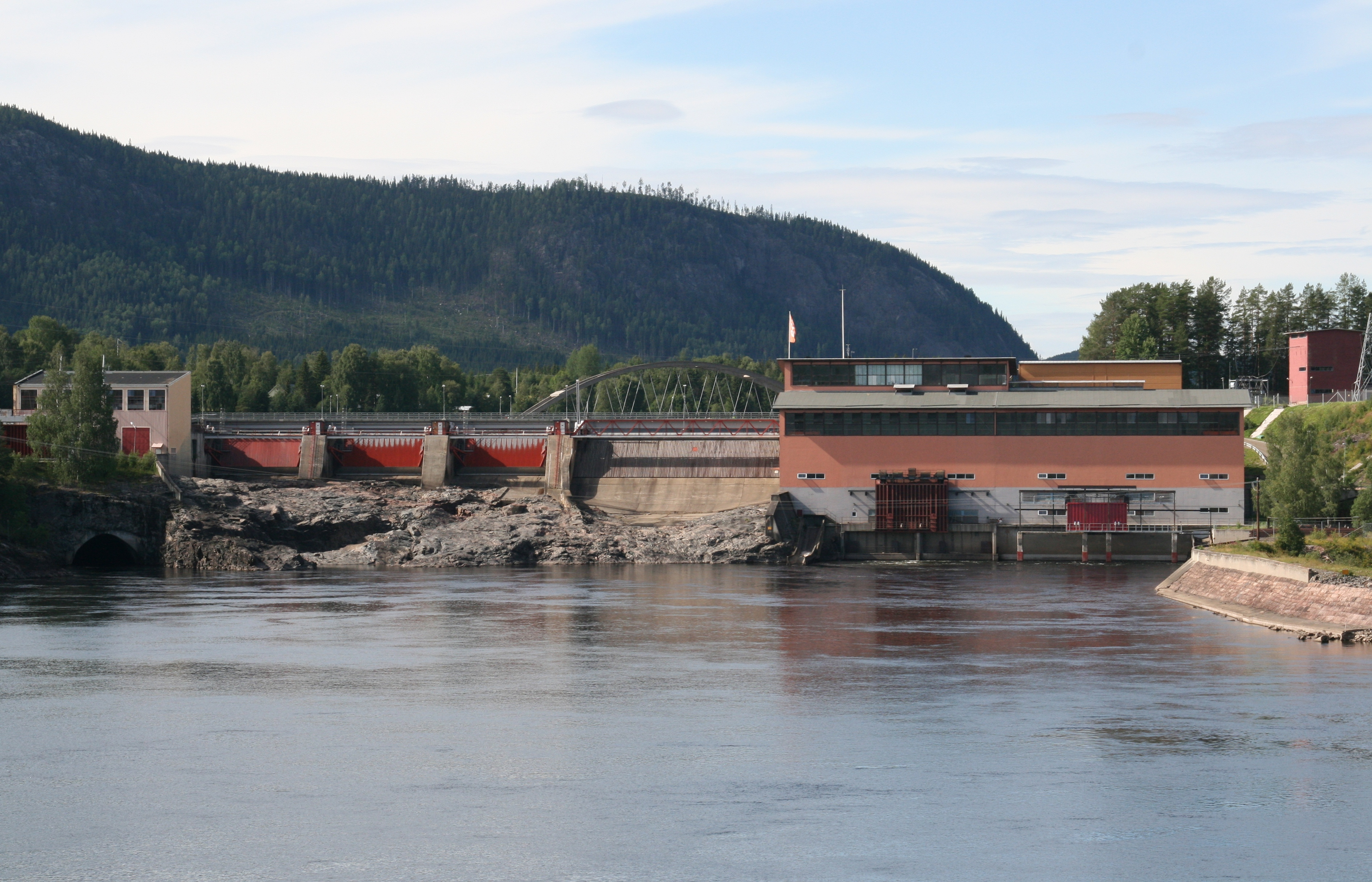
Електростанція

## Покликання
- Сайт комуни Рагунда [Архівовано 3 червня 2017 у Wayback Machine.]